# Кайков, Денис Алексеевич
Денис Алексеевич Кайков (12 августа 1997, Москва) — российский футболист, защитник.

## Клубная карьера
27 июля 2017 года дебютировал в профессиональной футбольной лиге (ПФЛ) за фарм-клуб «Оренбурга» в матче с «Челябинском».
5 июля 2018 года перешёл в ульяновскую «Волгу». 19 июля 2018 года дебютировал за новую команду в матче против «Сызрань-2003».
5 июля 2019 года пополнил состав «Нефтехимика». 13 июля 2019 года в матче с «Нижним Новгородом» на 85-й минуте вышел на замену, тем самым дебютировал за новый клуб. Этот матч стал для него первым в футбольной национальной лиге (ФНЛ). 3 июля 2020 продлил контракт с клубом до 2021 года.
25 февраля 2021 года перешёл в «Тамбов». 7 марта 2021 года вышел на поле в стартовом составе «Тамбова» в матче 21 тура РПЛ против московского «Динамо». 24 апреля 2021 года забил дебютный мяч в РПЛ в матче против московского «Локомотива».
10 июля 2021 года стал игроком пермского «Амкара». Дебютировал за новый клуб 14 июля 2021 года в матче 1/256 финала кубка России против «Тюмени» (2:2 в основное время, 2:3 по пенальти).

## Статистика выступлений
| Выступление       | Выступление      | Выступление      | Лига | Лига | Кубок | Кубок | Итого | Итого |
| Клуб              | Лига             | Сезон            | Игры | Голы | Игры  | Голы  | Игры  | Голы  |
| ----------------- | ---------------- | ---------------- | ---- | ---- | ----- | ----- | ----- | ----- |
| Оренбург-2        | ПФЛ              | 2017/18          | 19   | 0    | —     | —     | 19    | 0     |
| Оренбург-2        | Итого            | Итого            | 19   | 0    | —     | —     | 19    | 0     |
| Волга (Ульяновск) | ПФЛ              | 2018/19          | 22   | 0    | 2     | 0     | 24    | 0     |
| Волга (Ульяновск) | Итого            | Итого            | 22   | 0    | 2     | 0     | 24    | 0     |
| Нефтехимик        | ФНЛ              | 2019/20          | 8    | 0    | 1     | 0     | 9     | 0     |
| Нефтехимик        | ФНЛ              | 2020/21          | 8    | 0    | 1     | 0     | 9     | 0     |
| Нефтехимик        | Итого            | Итого            | 16   | 0    | 2     | 0     | 18    | 0     |
| Тамбов            | РПЛ              | 2020/21          | 9    | 1    | 1     | 0     | 10    | 1     |
| Тамбов            | Итого            | Итого            | 9    | 1    | —     | —     | 9     | 1     |
| Амкар             | ФНЛ-2            | 2021/22          | 11   | 0    | 1     | 0     | 12    | 0     |
| Амкар             | Итого            | Итого            | 11   | 0    | 1     | 0     | 12    | 0     |
| Всего за карьеру  | Всего за карьеру | Всего за карьеру | 77   | 1    | 4     | 0     | 81    | 1     |